# Joëlle Guillaud
Pour les articles homonymes, voir Guillaud.
 (août 2020).
Si vous disposez d'ouvrages ou d'articles de référence ou si vous connaissez des sites web de qualité traitant du thème abordé ici, merci de compléter l'article en donnant les références utiles à sa vérifiabilité et en les liant à la section « Notes et références ».
Joëlle Guillaud, née à Saint-Mandé le 14 mars 1950 et morte à Paris le 6 mars 1992, est une actrice française de théâtre et de cinéma. 
Elle fut également professeur d’art dramatique au Cours Simon. 

## Biographie
Sa courte carrière au cinéma et à la télévision démarre en 1978, mais ne dure pas longtemps : devenue amie de Rosine Margat - directrice du Cours Simon depuis la mort de René Simon - elle y devient professeur d’art dramatique en 1980.
En 1982, elle crée la Compagnie René Simon qui lui permet de mettre en scène ses élèves et d'organiser des tournées chaque été dans de nombreux festivals.
Elle fréquente notamment le Katmandou et devient une amie d’Elula Perrin, qui la cite dans un de ses livres.

## Théâtre

### Comédienne
- 1973 : Le chiffre 7, Festival Jean Cocteau, Les Baux de Provence
- 1974 : Vie et mort d’une concierge de David Guerdon, mise en scène Monick Lepeu, Festival d’Avignon Off
- 1975 : Christmas d'Alan Ayckbourn, mise en scène Pierre Mondy, Théâtre de la Madeleine
- 1976 : L’autre valse de Françoise Dorin, mise en scène Michel Roux, Théâtre des Variétés
- 1977 : L’autre valse de Françoise Dorin, mise en scène Michel Roux, tournée Herbert-Karsenty et Théâtre des Célestins, Lyon
- 1977 : La Naissance d'Olivier du Gard, mise en scène Joëlle Guillaud, Théâtre du Coupe-Chou, Beaubourg
- 1977-79 : 20 rue Jacob de Monick Lepeu, mise en scène Monick Lepeu, Festival d’Avignon Off et Lucernaire
- 1981 : Les trois Jeanne d’Éliane et Martine Boéri, Théâtre Fontaine et Théâtre de l'Atelier
- 1983 : Reprise de La Naissance d'Olivier du Gard, au Palais des Glaces
- 1983 : Les Trois Mousquetaires d'après Alexandre Dumas, mise en scène Jacques Ardouin, tournée européenne
- 1990-1991 : Le Vert Paradis de Michaël Wilcox, mise en scène Jacques Ardouin, au Lucernaire, puis au Théätre Marie Stuart

### Mise en scène
- 1974 : Les Justes d'Albert Camus
- 1975 : Dialogues des carmélites de Georges Bernanos
- 1976 : Huis clos de Jean-Paul Sartre, à l’Institut Culturel de l’Ambassade de France, Rome
- 1977 : La Leçon d'Eugène Ionesco, à l’Institut Culturel de l’Ambassade de France, Rome
- 1982 : La Marmite de Plaute, théâtre de l'Âme-Lierre, Villeneuve-les-Avignon
- 1983 : La Naissance d'Olivier du Gard, au Palais des Glaces
- 1983 : Le Grand Théâtre du monde de Pedro Calderón de la Barca, salle de Précy-sous-Thil et Théâtre d'Ivry
- 1989 : Bérénice de Racine, Théâtre du Gymnase Marie Bell

## Filmographie

### Cinéma
- 1975 : L'intrépide de Jean Girault
- 1978 : Autopsie d'un complot (Tachrih mouâmara en arabe) de Mohamed Slimane Riad (prix spécial au Festival international du film de Karlovy Vary)
- 1979 : Ciao, les mecs de Sergio Gobbi
- 1979 : C'est encore loin l'Amérique ? de Roger Coggio
- 1979 : La Dérobade de Daniel Duval
- 1979 : Un jour un tueur de Serge Korber
- 1980 : Collections privées (dans L’Ile aux sirènes) de Just Jaeckin, Shūji Terayama et Walerian Borowczyk
- 1980 : International Prostitution (Brigade criminelle) de Sergio Gobbi (sous le nom de Élie Blorovich)
- 1981 : On n'est pas des anges... elles non plus de Michel Lang

### Télévision
- 1978 : Quand flambait le bocage de Claude-Jean Bonnardot (d'après le roman de Philippe Mestre)
- 1981 : Le fils-père de Serge Korber
- 1981 : Collaro show
- 1981 : Cinq-Mars de Jean-Claude Brialy
- 1982 : Ton pays sera mon pays, série TV de Stéphane Bertin
- 1985 : Le canon paisible, série TV de Stéphane Bertin
- 1986 : Le Maestro de Serge Korber
- 1991 : Le Vert Paradis de Michaël Wilcox, pièce de théâtre filmée par Maurice Sabiani